# Le Châtel
Le Châtel korábbi község (település) Franciaországban, Savoie megyében. 2019. január 1-jén Hermillon és Pontamafrey-Montpascal községgel egyesült és La Tour-en-Maurienne új község része lett.
Lakosainak száma 189 fő (2018. január 1.). Le Châtel Hermillon, Montvernier, Pontamafrey-Montpascal, Saint-Jean-de-Belleville és Les Belleville községekkel határos.

## Népesség
A település népességének változása:
| Lakosok száma | 198  | 195  | 202  | 192  | 189  |
|               | 2013 | 2015 | 2016 | 2017 | 2018 |